# Patricia Hearst
Pour les articles homonymes, voir Hearst.
Patricia Hearst, surnommée Patty Hearst, née Patricia Campbell Hearst le 20 février 1954 à San Francisco, petite-fille du magnat de la presse William Randolph Hearst (1863-1951), est une héritière et une actrice occasionnelle. Enlevée en 1974, alors qu'elle est âgée de dix-neuf ans, par un groupe terroriste d'extrême gauche américain, l'Armée de libération symbionaise, elle participera par la suite à des actions de ce groupe.

## Biographie
Patricia Campbell Hearst, née à San Francisco en Californie, est la troisième des cinq filles de Randolph Apperson Hearst et Catherine Wood Campbell. Son père est un riche homme d'affaires, propriétaire du groupe de médias Hearst Corporation. Elle grandit à Hillsborough, banlieue aisée de San Francisco. 

### Enlèvement, parcours criminel et arrestation
Le 4 février 1974, alors qu'elle se trouve dans un appartement du campus de l'université de Berkeley où elle poursuit ses études avec Steven Weed, son compagnon de l'époque, elle est enlevée par l'Armée de libération symbionaise (ALS), à la suite d'une opération parfaitement organisée. Après le refus d'un échange contre la libération de membres emprisonnés appartenant au groupe, l'ALS, au lieu d'une rançon, réclame que le père de Patricia distribue pour 70 dollars de vivres à chaque personne démunie de Californie, ce qui représente une somme de 6 millions de dollars. Aidée par des dons de millions d'Américains qui envoient leurs chèques au manoir des Hearst, la famille décide de verser la somme nécessaire. Mais l'organisation est désastreuse, et la nourriture est mal partagée : au fil des semaines, les camions censés distribuer les denrées repartent souvent avec le plus gros de la marchandise. L'Armée de libération symbionaise réclame alors qu'en conséquence, le double soit donné aux plus démunis. La famille de Patricia Hearst leur fait cependant savoir qu'elle ne dispose pas de moyens suffisants.
L'inefficacité du FBI profite au groupe terroriste, lequel quitte Los Angeles. Bien que Patricia Hearst ait subi des maltraitances de la part de ses ravisseurs, elle est gagnée par le syndrome de Stockholm. Sous le pseudonyme de « Tania » donné par Willie Wolfe, un de ses ravisseurs qui l'a violée, elle va, à travers plusieurs messages audio, critiquer le caractère « bourgeois » de ses parents, ainsi que le « sexisme » de son compagnon au moment de l'enlèvement. Le 3 avril 1974, la presse reçoit un message dans lequel elle annonce avoir décidé de lutter au sein de l'ALS et une photo qui la montre le béret de Guevara sur la tête et une mitraillette dans les mains. Elle participe ainsi à plusieurs braquages à main armée. Le 15 avril, des caméras automatiques enregistrent son image lors d'un braquage dans une banque de San Francisco.  

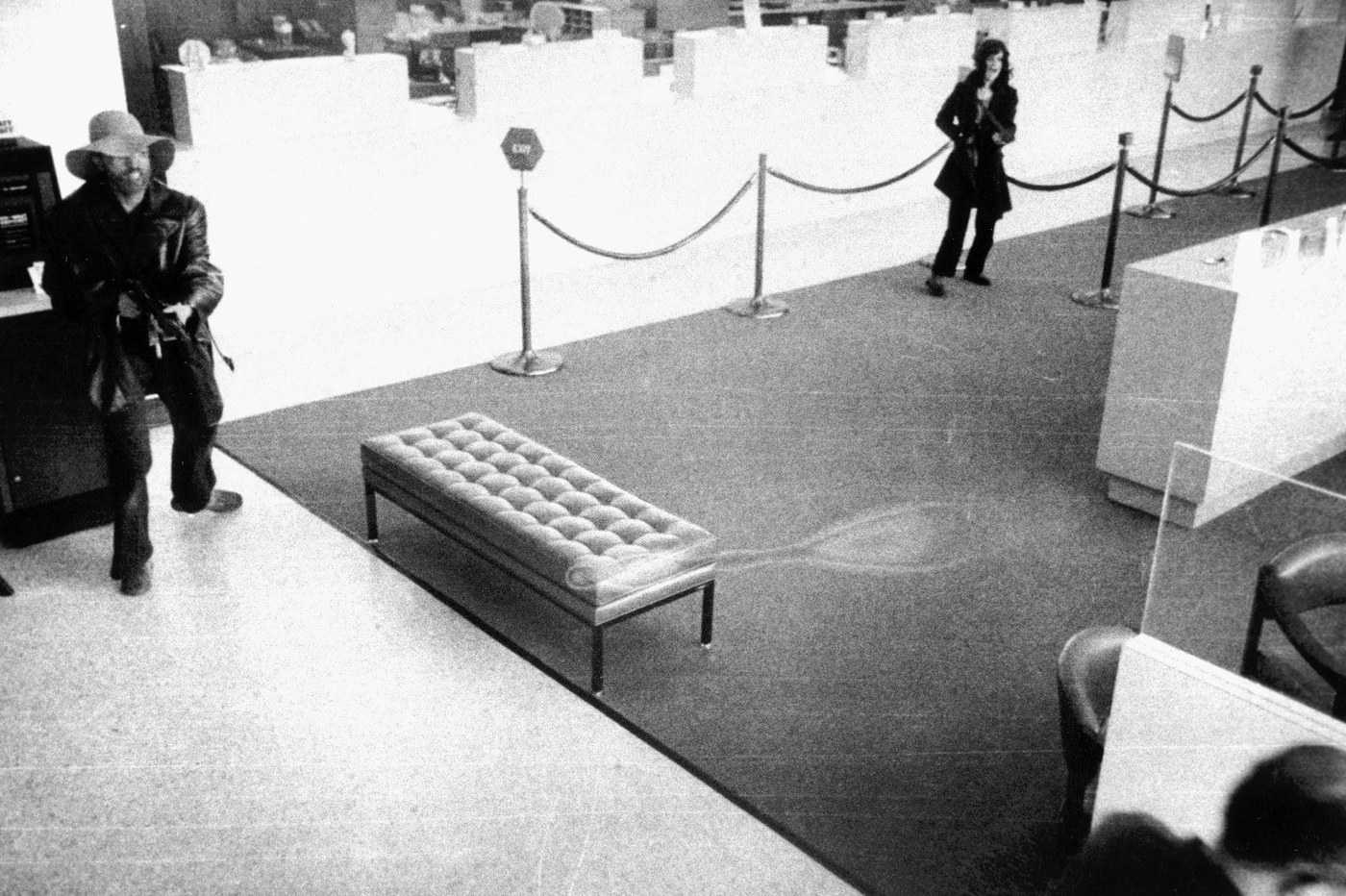
Patricia Hearst criant et braquant les clients d'une banque.

Le 17 mai 1974, les membres de l'état-major de l'ALS sont encerclés dans un immeuble du ghetto noir de Los Angeles. La télévision américaine retransmet en direct ce qui est alors la plus longue fusillade de l'histoire des États-Unis, dans une scène digne des studios d'Hollywood : pendant 7 heures, les téléspectateurs suivent l'assaut donné par 410 policiers. La bataille rangée au cours de laquelle sont échangées 9 000 balles dure quarante-cinq minutes. Des grenades à fragmentation incendiaires qui sont utilisées provoquent l'embrasement de l'immeuble. Six membres de l'ALS périssent. L'organisation est décapitée mais Patricia Hearst ne fait pas partie des victimes car elle se cache avec Bill et Emily Harris dans un motel près de Disneyland à la suite d'un braquage manqué. Malgré le recrutement de trois autres membres, le groupe en est à sa fin. Il participe encore à plusieurs braquages. Une femme succombe à l'une de leurs attaques. Le 18 septembre 1975, des agents du FBI déguisés en hippies arrêtent Tania dans un appartement du quartier populaire de Mission, à San Francisco.

### Procès, condamnation et réhabilitation

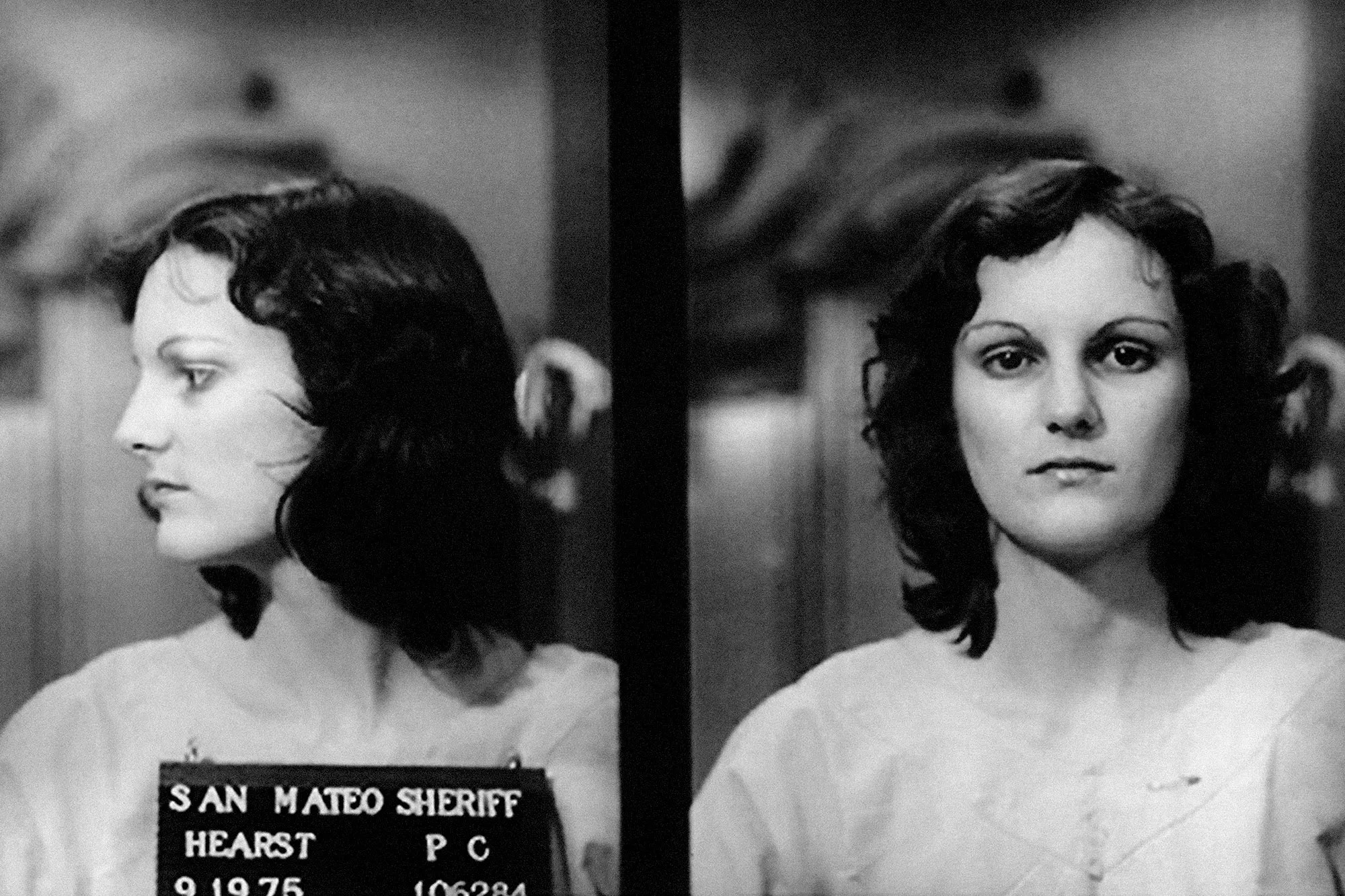
Photo d'arrestation de Patty Hearst, le 19 septembre 1975.

Après 39 jours de procès, Patty Hearst est déclarée le 20 mars 1976, coupable d'attaque à main armée et condamnée à sept années de prison, peine réduite à deux ans par le président américain Jimmy Carter, car elle aurait agi sur ordre de ses ravisseurs, et n'aurait à aucun moment pu échapper à leur attention. Patty Hearst aurait subi plusieurs traumatismes physiques et mentaux. Elle a affirmé, pendant son procès à la Cour, avoir été enfermée de force pendant 57 jours dans une garde-robe non éclairée. Cependant, des doutes persistent à ce sujet. En effet, les membres survivants affirment que le choix lui a été donné de partir. De plus, les caméras de surveillance des banques braquées montrent qu'elle a eu plusieurs occasions de s'échapper, et n'a jamais tenté de le faire. Elle a par ailleurs participé à plusieurs actions humiliantes sur des otages. 
Après sa peine de prison, Patricia Hearst se marie le premier avril 1979 avec Bernard Shaw, policier qui lui servait de garde du corps pendant son procès. Elle vit avec son mari et ses deux enfants, Gillian et Lydia dans le Connecticut où son mari est devenu chef de la sécurité d'Hearst Corporation.
Le 20 janvier 2001, elle est entièrement réhabilitée par le président Bill Clinton qui, la veille de son départ de la Maison-Blanche, signe sa grâce définitive.

## L'affaire dans la culture, l'art et la fiction
Son histoire inspira Michel Berger, qui écrivit une comédie musicale, Angélina Dumas (1975), finalement abandonnée, mais dont il reprendra l'idée lors de sa collaboration avec le Québécois Luc Plamondon pour l'écriture de l'opéra-rock Starmania (1978), pour Cristal, le personnage incarné par France Gall. Le personnage d'Angélina Dumas apparaît finalement dans Résiste. En 2024, un titre de France Gall inédit, La Prisonnière, est retrouvé par la maison de disques Warner, qui décide de le diffuser. Il s'agit d'une chanson qui était destinée à figurer dans la comédie musicale Angelina Dumas.
En 1975, le chanteur Sammy Walker (en) lui consacre la chanson Song for Patty, qui donne son titre à l'album qu'il sort cette année-là chez Folkways. 
En 1976, la troupe de théâtre musical The Mystic Knights of the Oingo Boingo jouent une chanson appelée You Got Your Baby Back, qui parle de Patricia Hearst. La chanson est écrite et chantée par Danny Elfman.
La même année, le film Tanya (en) est réalisé. Basé sur l'enlèvement de Hearst, il présente les faits de manière comique, transformant l'organisation en groupe d'obsédés sexuels. Le film est éreinté par la critique et classé X.
En 1988, le réalisateur Paul Schrader signe un film biographique sur Patricia Hearst intitulé Patty Hearst avec Natasha Richardson dans le rôle-titre.
En 2012, l'histoire de Patricia Hearst inspire à l'écrivain américain Christopher Sorrentino (en) son livre Transes.
En 2014, l'écrivain Jean-Marc Flahaut retrace l'affaire Patricia Hearst dans un court roman intitulé Stockholm.
Son nom est cité par le chanteur américain John Grant dans la chanson No More Tangles sur l'album Grey Tickles, Black Pressure (2015).
En 2017, l'écrivaine Lola Lafon rapproche dans un roman intitulé Mercy, Mary, Patty, le destin de trois jeunes femmes, dont Patricia Hearst, qui « désertent leur identité pour en embrasser une nouvelle, celle des “ennemis de la civilisation” de leur époque ». 

## Filmographie
Patricia Hearst apparaît en tant qu'actrice dans plusieurs films de John Waters, ainsi que dans la série Veronica Mars.
- 1990 : Cry-Baby : la mère de Wanda
- 1994:
  - Frasier : Janice
  - Serial Mother : la jurée aux chaussures blanches
- 1996 : 
  - Boston Common : la mère
  - Bio-Dome : la mère de Doyle
  - The Adventures of Pete & Pete (en) : Mrs. Kretchmar
- 1998 : Pecker : Lynn Wentworth
- 2000 : Cecil B. Demented : la mère de Fidget
- 2001 : Son of the Beach : Sleazy Woman
- 2004 : 
  - A Dirty Shame : Paige
  - Second Best : Alana
  - Les Décalés du cosmos : Haffa Dozen
- 2006 : Veronica Mars : Selma Hearst Rose
- 2018 : SWAT : saison 2, épisode 7 « L'héritage »